# Alvi Ahmetaj
Alvi Ahmetaj (* 12. Juli 1998 in Gjirokastra) ist ein albanischer Fußballspieler.

## Karriere
Ahmetaj begann seine Karriere in der Jugendverein von KS Luftëtari Gjirokastra, wo er bis 2017 spielte. Im selben Jahr wechselte er zu KF Tirana, wo er sowohl für die zweite Mannschaft (Tirana B) als auch für die erste Mannschaft spielte.
Nach seiner Zeit bei Tirana kehrte Ahmetaj 2019 zu Luftëtari zurück. In den folgenden Jahren spielte er für verschiedene albanische Vereine (zweit- und drittklassig), darunter Turbina Cërrik, Oriku, Labëria und Butrinti Saranda. Im Jahr 2024 kehrte er erneut zu AF Luftëtari zurück.